# Парк (фильм, 1983)
Парк (азерб. Park) — советский фильм 1983 года режиссёра Расима Оджагова.

## Сюжет
Когда-то Марат познакомился в Ленинграде с девушкой по имени Вика. Она приехала к нему в Баку, но вскоре ушла к его другу, которого он знал с детства. Спустя время друг приходит к Марату, работающему бригадиром нефтяников, с просьбой провести эксперимент по добыче нефти нужный ему для защиты кандидатской диссертации. Марат, хотя эксперимент создаёт риск выполнения производственного плана, всё-таки соглашается, ставя интерес общего дела выше риска неполучить премию за выполнение плана и личных отношений.

## В ролях
- Фахраддин Манафов — Марат
- Галина Беляева — Вика
- Станислав Садальский — Счастливчик
- Александр Калягин — Гена
- Галина Польских — Матисс
- Мабут Магеррамов — Алик
- Тофик Шабанов — Вагиф
- Тахир Яхин — Крошка
- Микаил Керимов — Руфат
- Аббас Кязимов — писатель
- Гасанага Турабов — зав. промыслом
- Дадаш Казимов — нефтянник
- Натаван Мамедова — девушка
- Тамара Уржумова — мать Марата
- Валентина Войнова — мать Гены
- Николай Кузьмин — дружинник
- Мухтар Маниев — сосед
- Рафик Алиев — друг Марата

## Фестивали и награды
- XVII Всесоюзный кинофестиваль — диплом и приз оргкомитета.